# Heinrich Sebastian Hüsgen

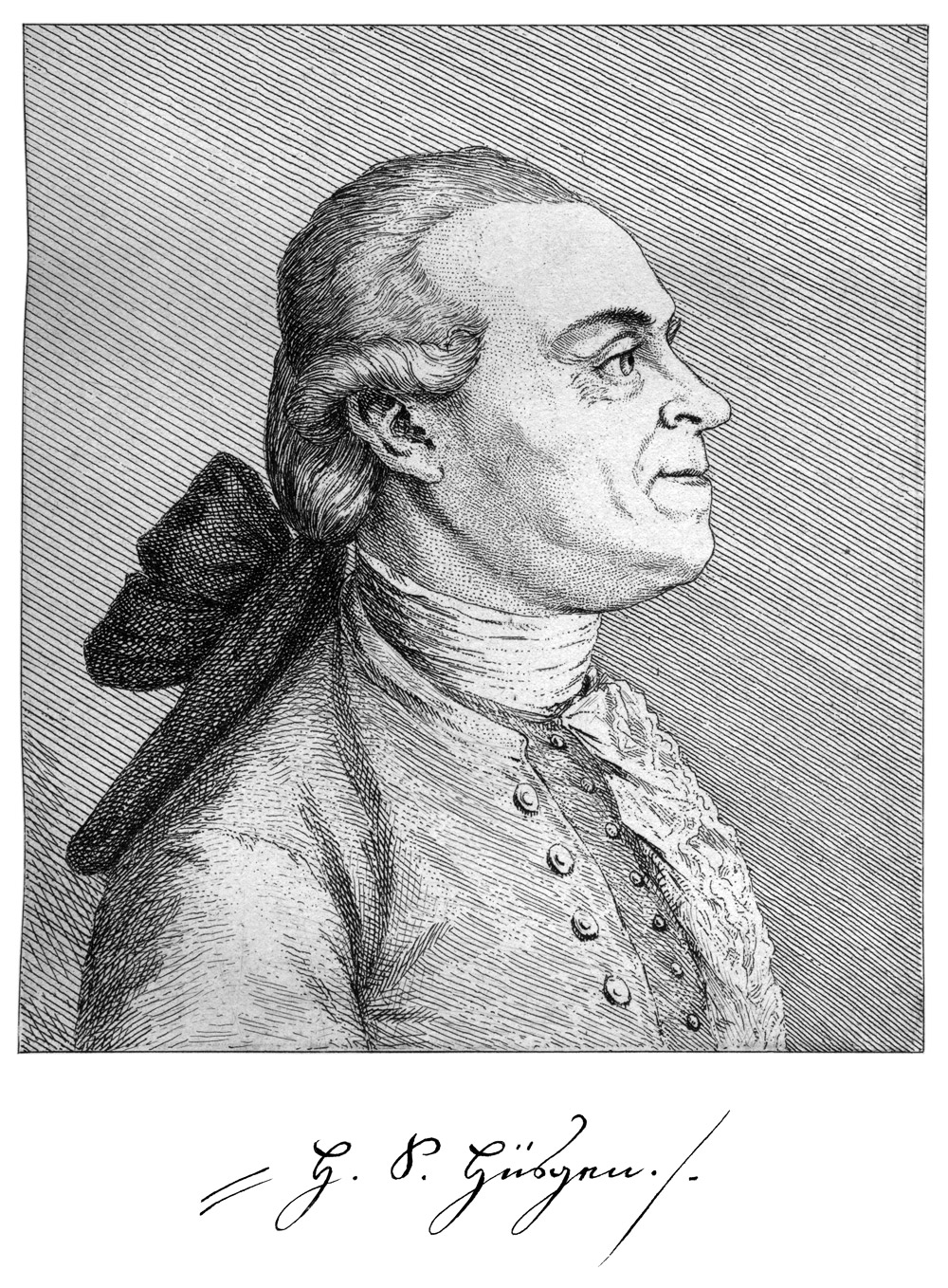
Heinrich Sebastian Hüsgen, um 1775

Heinrich Sebastian Hüsgen, auch Henrich Sebastian Hüsgen (* November 1745 in Frankfurt am Main; † 8. August 1807 ebenda) war ein Kunstsammler und Pionier der Kunstgeschichte in Frankfurt am Main.

## Leben
Hüsgen wurde im November 1745 als Sohn des Brandenburg-Ansbachischen und Anhalt-Köthischen Hofrats Wilhelm Friedrich Hüsgen und seiner Frau, der Frankfurterin Sara Barbara Stern geboren. Er selbst unterschrieb mit dem Namen Henrich Sebastian Hüsgen, wohingegen sein erster Vorname später meist mit Heinrich angegeben wurde. Da der Vater, ein  Jurist, zeitlebens nicht das Bürgerrecht erworben hatte, ist das genaue Geburtsdatum seines Sohns dunkel, einzig die Taufe am 30. November des Jahres ist schriftlich verbürgt. Neben seinem Hauptberuf, in dem er laut Zeitgenossen einige wichtige Prozesse führte, war der Vater vor allem ein Freund der Kunst, der Mathematik und der Astronomie, der aufgrund seiner privaten Studien selten das Haus verließ.
Auch aus der Jugendzeit seines einzigen Kindes ist wenig bekannt, außer dass es standesgemäß eine Erziehung durch Privatlehrer erhielt. Seine Schreib- und Zeichenstunden absolvierte Heinrich Sebastian gemeinsam mit dem jungen Johann Wolfgang Goethe, der ihn wie folgt charakterisierte: „Täppisch, nicht roh, aber gradaus. Ohne besondere Neigung, sich zu unterrichten, suchte er lieber die Gegenwart des Vaters zu vermeiden, indem er von der Mutter alles, was er wünschte, erhalten konnte.“
Nach Abschluss seiner Schulbildung wurde Hüsgen von seinem Vater in die Schweiz geschickt, um ihn dort als Handelsmann ausbilden zu lassen. Dabei war er so wenig erfolgreich, dass er alsbald ins Elternhaus zurückkehrte. Ob die Gründe in mangelndem Interesse, Talent oder schlicht der Tatsache, dass Hüsgen, wie Zeitgenossen berichteten, von seinem Vater lange Zeit fremdbestimmt war, zu suchen sind, bleibt unklar.
Wie schon bei seinem Vater erwachte in den 1770er Jahren bei ihm ein reges Interesse für die Kunst, das sich auf seinen Reisen noch verstärkte. Sie führten ihn unter anderem nach Mannheim, Düsseldorf, Holland, Brabant, München und Wien. Heinrich Sebastian widmete sich fortan, zunächst vom Vermögen seines Vaters zehrend, dem Sammeln von Kunstgegenständen sowie als Privatmann dem Studium der Kunstgeschichte. 1782 erwarb er das Bürgerrecht, in der überlieferten Bittschrift an den Rat bekräftigte er nochmals seine „Beschäftigung mit dem Studio der Kunst und Alterthümer“.

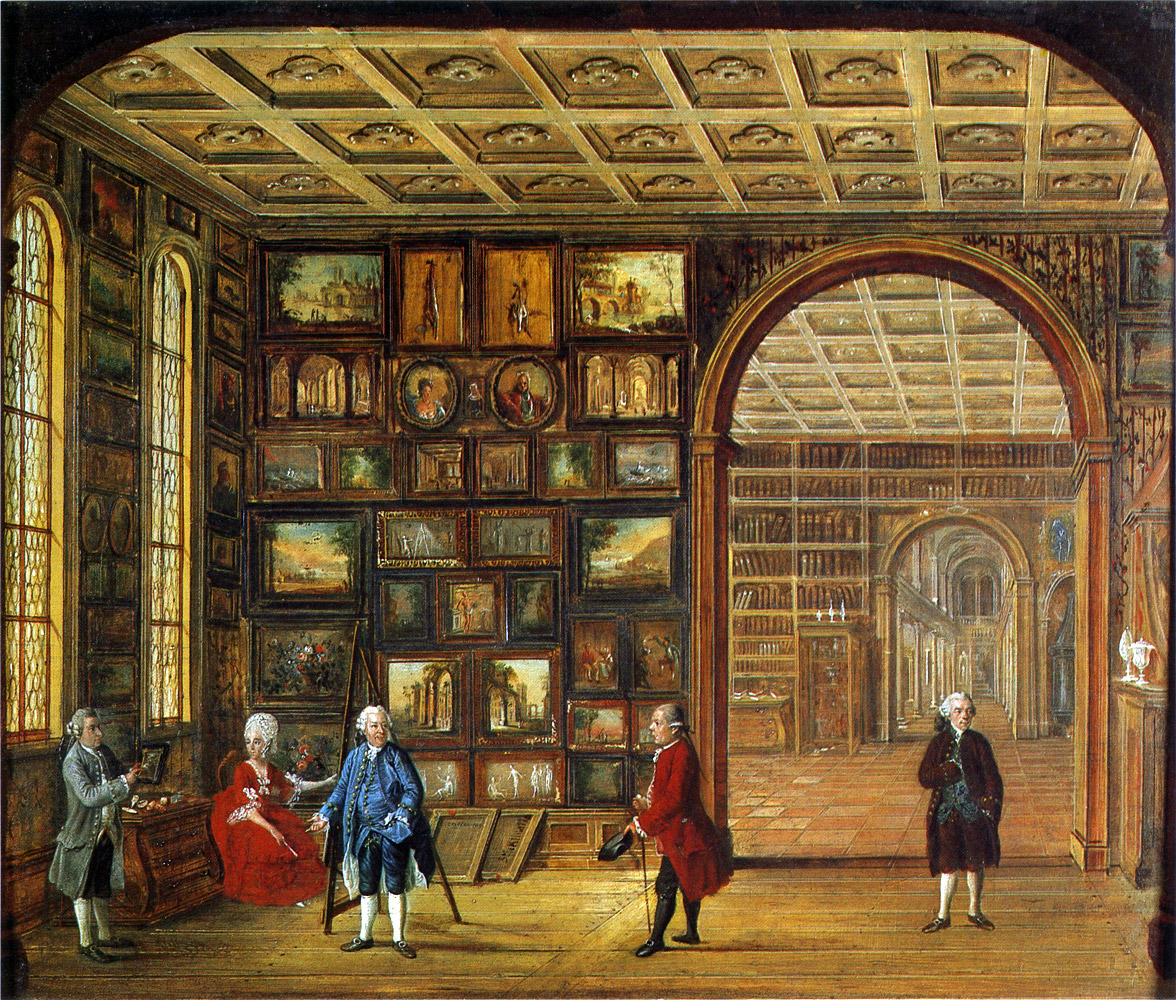
Hüsgen im Gemäldekabinett von Johann Noë Gogel d. Ä., 1776

Das Bürgerrecht sowie der Stand seines Vaters eröffnete Hüsgen den Zugang zur Oberschicht der Reichsstadt. Neben Goethe war er unter anderem mit Sophie von La Roche, dem Redakteur Johann Heinrich Merck, dem Frankfurter Stadthistoriker Johann Georg Battonn sowie dem umfangreichen Schriftverkehr nach eng mit Johann Isaak von Gerning befreundet. Durch Vermittlungen des weitgereisten Juristen, Diplomaten, Schriftstellers und Sammlers konnte er auch den Titel eines Hessisch-Homburgischen Hofrates erwerben, der ihm ein Auskommen ohne finanzielle Abhängigkeit vom Elternhaus sicherte. Hüsgens ab 1776 im Selbstverlag herausgegebenen Werke zur Frankfurter Kunstgeschichte belegen, dass er praktisch mit jedem kunstinteressierten Bürger der Stadt mehr oder minder regen Kontakt pflegte. Zudem vertrieb er, wenn auch wenig erfolgreich, gemeinsam mit Johann Gottlieb Prestel graphische Blätter.
Schwerpunkt seiner Sammelleidenschaft waren die Werke Albrecht Dürers. Über die Jahre konnte Hüsgen eine der bedeutendsten Sammlungen seiner Zeit aufbauen. Sie ist heute etwa noch zu einem Drittel zusammenhängend im Besitz der Akademie der bildenden Künste Wien erhalten, der Rest verstreut. 1798 erwarb er eine nahezu kultisch verehrte, auf Dürers Totenbett geschnittene Haarlocke aus dem Besitz der Frankfurter Patrizierfamilie von Holzhausen, die sich heute ebenfalls in Wien befindet.
Eine weitere Berühmtheit seiner Sammlung war eine astronomische Uhr aus dem Besitz seines Vaters, die dieser nach eigenen Berechnungen 1746 hatte bauen lassen. Sie wird auch von Goethe, der sie noch in Hüsgens Elternhaus erlebte, in Dichtung und Wahrheit als „für damalige Zeiten wenigstens wundersame Uhr“ beschrieben. Sie ist heute im Goethe-Haus als „Hüsgen-Uhr“ zu sehen und besitzt neben einem Ausgleich für Schaltjahre Anzeigen für die Zeit und das Datum, den Sonnen- und Mondstand, die Tierkreiszeichen sowie die Tages- und Nachtlängen.
Trotz seines großen Freundes- und Bekanntenkreises, vielleicht auch aus eigener Entscheidung, wie er bereits in seiner Bittschrift um das Bürgerrecht betonte, blieb Hüsgen bis zu seinem Tode am 8. August 1807 ledig. Seine umfangreiche Sammlung, laut erhaltenem Katalog bestehend aus 88 Gemälden, 117 Handzeichnungen, 246 Kleinplastiken, über 2000 Druckgrafiken sowie zahllosen Varia wurde auf testamentarischen Wunsch am 9. Mai 1808 von einer Nichte versteigert. Sie erbrachte bereits ohne die frei Hand verkauften Werke Dürers 4.805 Gulden. Sein Grab auf dem Peterskirchhof ist erhalten.

## Werk
Hüsgen ist als Vater der Kunstgeschichte in Frankfurt am Main zu betrachten. Obgleich seine Werke heute in weiten Teilen durch neuere Forschungen überholt sind, war er der erste, der ein umfangreiches Register über die in Frankfurt seit dem Mittelalter tätigen Künstler schriftlich niederlegte. Die anfangs spärliche Rezeption seiner Leistungen mag darin begründet gewesen sein, dass er niemals nachweislich eine Akademie besucht hat, sondern reiner Autodidakt war. Da er in seine bis heute bedeutende Sammlung von Künstlermonographien aber auch Handwerker wie z. B. Glockengießer aufnahm, ist jedoch kaum zu bestreiten, dass seine Betätigung als Autor weit mehr als nur Liebhaberei oder ein Nebenprodukt seiner Sammelleidenschaft, sondern vielmehr ein ernsthaftes Interesse an einer wissenschaftlichen Systematisierung darstellte.
Neben der Tatsache, dass viele der Quellen, auf die er sich stützte, heute verloren sind, liegt der Wert seiner Arbeit aber auch in der Beschreibung der Kunstsammlungen sowie vieler Sakral- und öffentlicher Bauten der Stadt im Zustand des 18. Jahrhunderts. Insbesondere bei der Beschreibung der alten Frankfurter Kirchen zeigte sich auch seine Wertschätzung für die Kunst des Mittelalters, ein Zug, der seinerzeit alles andere als selbstverständlich war.
Die kunstgeschichtlich bedeutsamen Werke Hüsgens sind:
- Verrätherische Briefe von Historie und Kunst (1776 und Nachtrag 1783), (Digitalisat).
- Raisonnirendes Verzeichnis aller Kupfer- und Eisenstiche, so durch die geschickte Hand Albrecht Dürers selbst verfertigt worden [...] (1778), (Digitalisat)
- Nachrichten von Franckfurter Künstlern und Kunst-Sachen (1780), (Digitalisat).
- Artistisches Magazin (1790, stark überarbeitete zweite Auflage der "Nachrichten"),  (Digitalisat).
- Getreuer Wegweiser von Frankfurt am Main und dessen Gebiete für Einheimische und Fremde (1802), (Digitalisat).

Sonstige selbstständige Werke:
- Ausführliche Nachricht von der grossen Ergiessung des Maynstroms in und bey der Reichsstadt Frankfurt im Jahr 1784 (1785)
- Freymüthiger Catalog über 36 schöne Blätter in 8vo und 4to, welche Herr Johann Gottlieb Prestel auf Zeichnungs Art meisterhaft in Kupfer gebracht, wovon nur 160 Abdrücke gemacht und die Platten verdorben worden, nun nicht weiter vermehret werden, und bey mir Endes unterzeichneten zusammen für 9 Ducaten einzig und allein zu haben und zu kaufen sind (1785)

Zahllose kleinere Schriften Hüsgens sind in zeitgenössischen Sammelwerken zu Kunst- und Kunstgeschichte zu finden.